# Petersberg (Saale-Holzland-Kreis)
Petersberg település Németországban, azon belül Türingiában. Lakosainak száma 283 fő (2023. december 31.). Petersberg Schkölen, Heideland, Gösen, Eisenberg, Hainspitz és Rauschwitz községekkel határos.

## Népesség
A település népességének változása:
| Lakosok száma | 274  | 272  | 287  | 284  | 283  |
|               | 2017 | 2019 | 2021 | 2022 | 2023 |